# Strangers D’Amour
Strangers D’Amour ist der Titel des am 25. Juni 2021 erschienenen sechsten Studioalbums der deutschen Rockband Fargo.

## Hintergrund
Nachdem Bassist Peter Knorn 2016 das Angebot des Labels SPV angenommen hatte, seine Band Fargo zu reaktivieren, hatte die Gruppe 2018 in der Besetzung Peter Ladwig, Arndt Schulz, Nikolas Fritz und Knorn das Album Constellation aufgenommen, dem unter anderem „tiefenentspannter und leicht bluesaffiner Hardrock ohne Dicke-Hose-Produktion oder digitale Mätzchen“ attestiert wurde. Daraus resultierte das Angebot, ein weiteres Album aufzunehmen.
Ab März 2020 arbeitete die Gruppe erstes Songmaterial für ein weiteres Album aus, wobei Peter Ladwig für die Musik und Peter Knorn für die Texte der Lieder verantwortlich zeichneten. Die Lieder Law of the Jungle und No Reason to Cry schrieb Ladwig ohne Beteiligung Knorns. Kurz vor Beginn der Studioaufnahmen, die im Juli 2020 begannen, stieg Gitarrist Arndt Schulz aus der Band aus. 
Neben der für Fargo üblichen Instrumentierung mit Gitarre, Talkbox, Bass und Schlagzeug setzte die Band auch auf von Peter Ladwig gespielte Hammondorgel und Fender Rhodes, um klangliche Akzente zu setzen. Backing Vocals wurden von allen Bandmitgliedern und Produzent Helge Engelke gesungen, bei den Liedern Rain of Champagne und Gimme That Bone wurde der Hintergrundgesang durch Wiebke Cramer ergänzt. Engelke spielte zudem das Gitarrensolo des Liedes Mary Says. Das zweite Gitarrensolo des Liedes Time nahm Hanno Grossmann, Gitarrist der ursprünglichen Fargo-Besetzung, für das Album auf.
Am 7. Mai 2021 erschien die Single Gimme That Bone, am 11. Juni 2021 folgte Rain of Champagne. Zu beiden Titel waren Musikvideos produziert worden.
Das Album erschien am 25. Juni 2021. Neben der Compact Disc wurde eine Schallplatte angeboten, darüber hinaus wurde es über Online-Musikdienste verfügbar gemacht.

## Titelliste
| Nr.          | Titel                  | Text         | Musik        | Gastmusiker                      | Länge |
| ------------ | ---------------------- | ------------ | ------------ | -------------------------------- | ----- |
| 1.           | Rain of Champagne      | Peter Knorn  | Peter Ladwig | Backing Vocal: Wiebke Cramer     | 3:17  |
| 2.           | Gimme That Bone        | Knorn        | Ladwig       | Backing Vocal: Wiebke Cramer     | 3:23  |
| 3.           | Closer to the Sun      | Knorn        | Ladwig       |                                  | 4:13  |
| 4.           | Time                   | Knorn        | Ladwig       | 2. Gitarrensolo: Hanno Grossmann | 6:04  |
| 5.           | Mary Says              | Knorn        | Ladwig       | Gitarrensolo: Helge Engelke      | 3:23  |
| 6.           | Law of the Jungle      | Ladwig       | Ladwig       |                                  | 3:19  |
| 7.           | Homesick               | Knorn        | Ladwig       |                                  | 3:59  |
| 8.           | Dear Miss Donna Vetter | Knorn        | Ladwig       |                                  | 3:35  |
| 9.           | No Reason to Cry       | Ladwig       | Ladwig       |                                  | 4:12  |
| 10.          | Car Expert             | Knorn        | Ladwig       |                                  | 3:32  |
| 11.          | Why Don’t You          | Knorn        | Ladwig       |                                  | 3:14  |
| Gesamtlänge: | Gesamtlänge:           | Gesamtlänge: | Gesamtlänge: | Gesamtlänge:                     | 42:29 |

## Rezeption

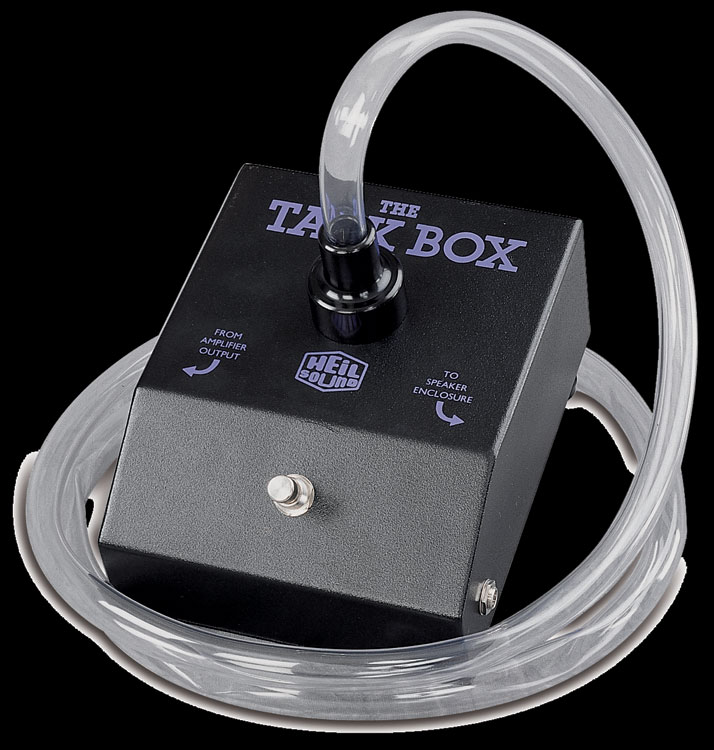
Von Peter Ladwig „gekonnt gespielt:“ Eine Talkbox

Philipp Roser schrieb in GoodTimes, „gediegen anspruchsvoller Hard Rock mit der passenden Melodiekomponente vor allem in den Refrains und Gitarrensolos“ schalle „in Gestalt von kompakten, in sich schlüssigen Kompositionen“ aus den Lautsprechern. Diese seien „von Ladwig auch mit einigen clever eingesetzten Hammond- und Fender-Rhodes-Sounds sowie seiner gekonnt gespielten Talkbox“ abgerundet worden. Das Album sei „traditionsbewusst, knackig, kraftvoll und mit Melodiebewusstsein“ und daher „alles andere als altbacken, vielmehr zeitlos guter Classic Rock.“ Das Trio wisse, was gute Songs ausmache.
In Rocks konstatierte Markus Baro, „gemütlich und unaufgeregt“ drücke sich „der maximal reduzierte, bluesig angehauchte Sound“ aus den Boxen, was „ganz und gar nicht kraftlos“ klinge, sondern „warm und authentisch und belebt von den sparsamen Riffs“ Peter Ladwigs. Der Gitarrist und Sänger sorge neben Peter Knorns „urig brummendem Bass“ und Nikolas Fritz’ „präzisem Beat“ auch „für wohlige Hammond-Klänge.“ Baro schrieb, der Titelsong und Closer to the Sun seien „mit Herz und Lust“ gespielter, „bodenständiger Hardrock,“ der „auch gar nichts anderes sein“ wolle, und in Time lasse die Gruppe sogar „den Gestus seliger Krautrock-Zeiten der Hannoveraner Stadtrivalen Jane und Eloy“ aufleben.
Im  Magazin BreakOut befand Peter Hollecker, Strangers D’Amour habe es in sich, weil die Gruppe „dermaßen lässig und souverän“ rocke, dass es „eine wahre Wonne“ sei. Sie fröne meist „grundehrlich und rhythmisch dem leicht am Blues orientierten Classic Rock.“ Das Album sei „ein Fest für Gitarren-Fetischisten,“ obwohl Frontmann Ladwig bei zwei Liedern „sogar die Schweine-Orgel“ bearbeite. Hollecker zog Vergleiche zu ZZ Top (Gimme That Bone) und stellte fest, dass es „ab dem dritten Lied so richtig in die Vollen“ gehe: Closer to the Sun warte mit „einem unerhört eingängigen, fast schon poppigen Refrain auf, der förmlich nach Airplay“ bettele. Wie Baro bereits in Rocks, stellte Hollecker ebenfalls fest, dass Time, „womöglich nicht unabsichtlich, an die lokalen Kollegen von Jane oder Epitaph“ erinnere. Knorns Texte seien, „ähnlich wie beim Vorgänger auch, herrlich zweideutig.“